# Avro 548
El Avro 548 fue un avión entrenador civil construido en el Reino Unido después de la Primera Guerra Mundial.

## Diseño y desarrollo
Su diseño estaba basado extensamente en el avión militar 504 de Avro, pero tenía un motor lineal y un tercer asiento. El prototipo, designado 545, voló por  primera vez con un motor V8 Curtiss OX-5, pero era poco práctico para el mercado civil debido al peso del mismo y la complejidad de su sistema de refrigeración. En su lugar, se utilizó un motor Renault refrigerado por aire, y la designación 548 fue aplicada a esta configuración. En la práctica, estos aviones fueron personalizados por sus compradores y la mayor parte se diferenciaban unos de otros en los equipos y detalles; algunos fueron 504 excedentes, reequipados. Muchos se usaron como entrenadores civiles, otros para dar paseos, transporte de personal y competiciones.
Una versión revisada, la 548A, resultó cuando fue equipado con un motor ADC Airdisco, un desarrollo del Renault que daba 90 kW (120 hp). Este motor mejoró las prestaciones enormemente.
Los planes para una versión con cabina cerrada, la 553, nunca llegaron a buen puerto.

## Variantes
545
Prototipo de biplano utilitario con motor Curtiss OX-5.
548
Versión con motor Reanault.
548A
Versión con motor ADC Airdisco.
553
Versión con cabina cerrada, no construida.

## Operadores
Letonia
- Fuerza Aérea Letona: dos 548N, adquiridos en 1924.[3]

 Portugal
- Fuerza Aérea Portuguesa: dos 548A, adquiridos en 1924.[4]

## Especificaciones (548)
Referencia datos: Avro Aircraft since 1908

### Características generales
- Tripulación: Uno (piloto)
- Capacidad: Dos pasajeros
- Longitud: 9 m (29,4 ft)
- Envergadura: 11 m (36 ft)
- Altura: 3,2 m (10,4 ft)
- Superficie alar: 30,7 m² (330,5 ft²)
- Peso vacío: 607 kg (1337,8 lb)
- Peso cargado: 881 kg (1941,7 lb)
- Planta motriz: 1× motor lineal V8 refrigerado por aire Renault 80 hp.
  - Potencia: 60 kW (83 HP; 82 CV)
- Hélices: De cuatro palas de paso fijo

### Rendimiento
- Velocidad máxima operativa (Vno): 129 km/h (80 MPH; 70 kt)
- Velocidad crucero (Vc): 105 km/h (65 MPH; 57 kt)
- Alcance: 282 km (152 nmi; 175 mi)
- Régimen de ascenso: 1,8 m/s (354 ft/min)

## Aeronaves relacionadas

### Secuencias de designación
- Secuencia Numérica (interna de Avro): ← 539 - 540 - 543 - 545 - 546 - 547 - 548 - 549 - 551 - 552 - 553 - 554 - 555 - 557 →